# Jüdischer Friedhof (Eilendorf)

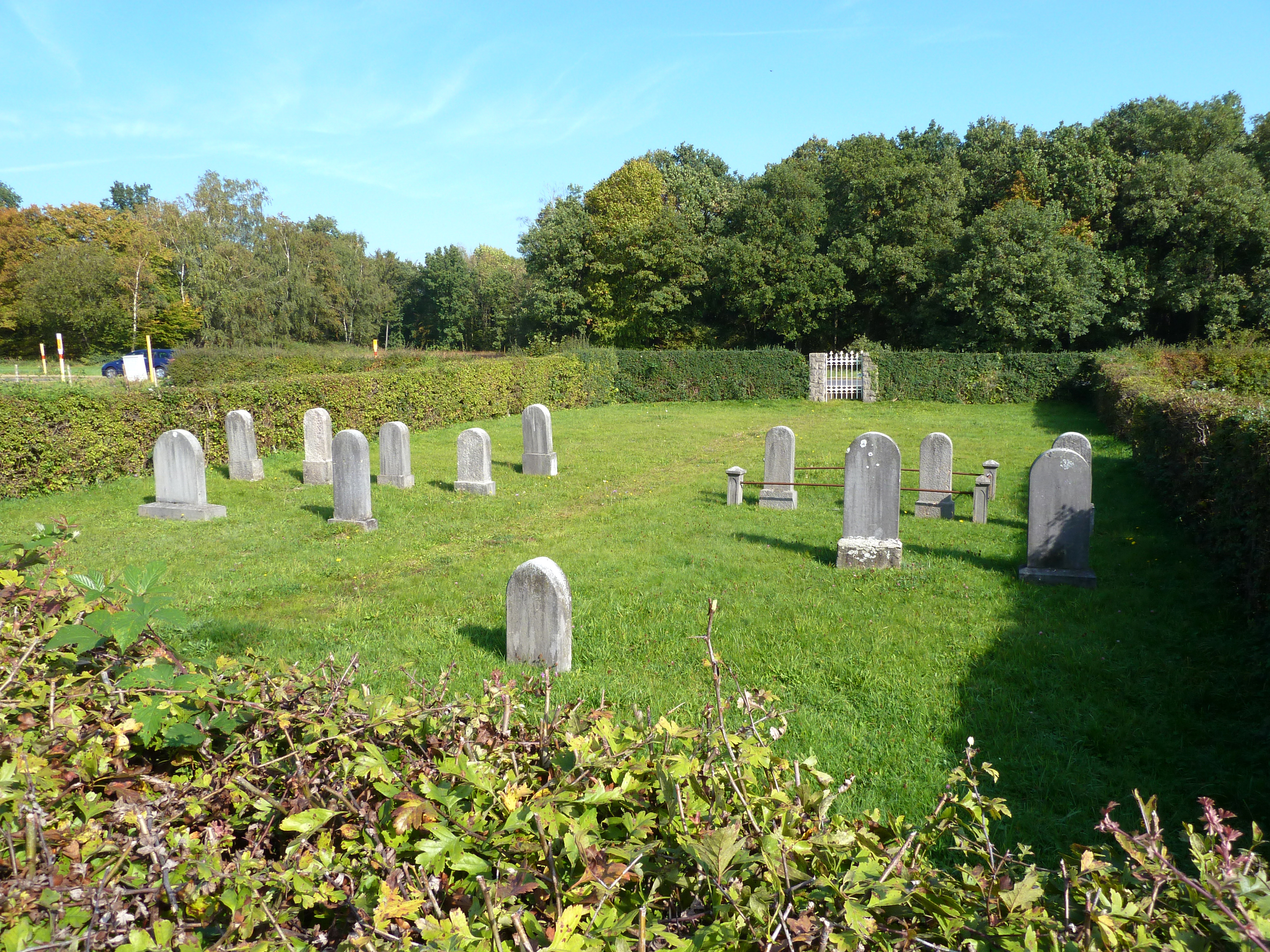
Jüdischer Friedhof in Eilendorf

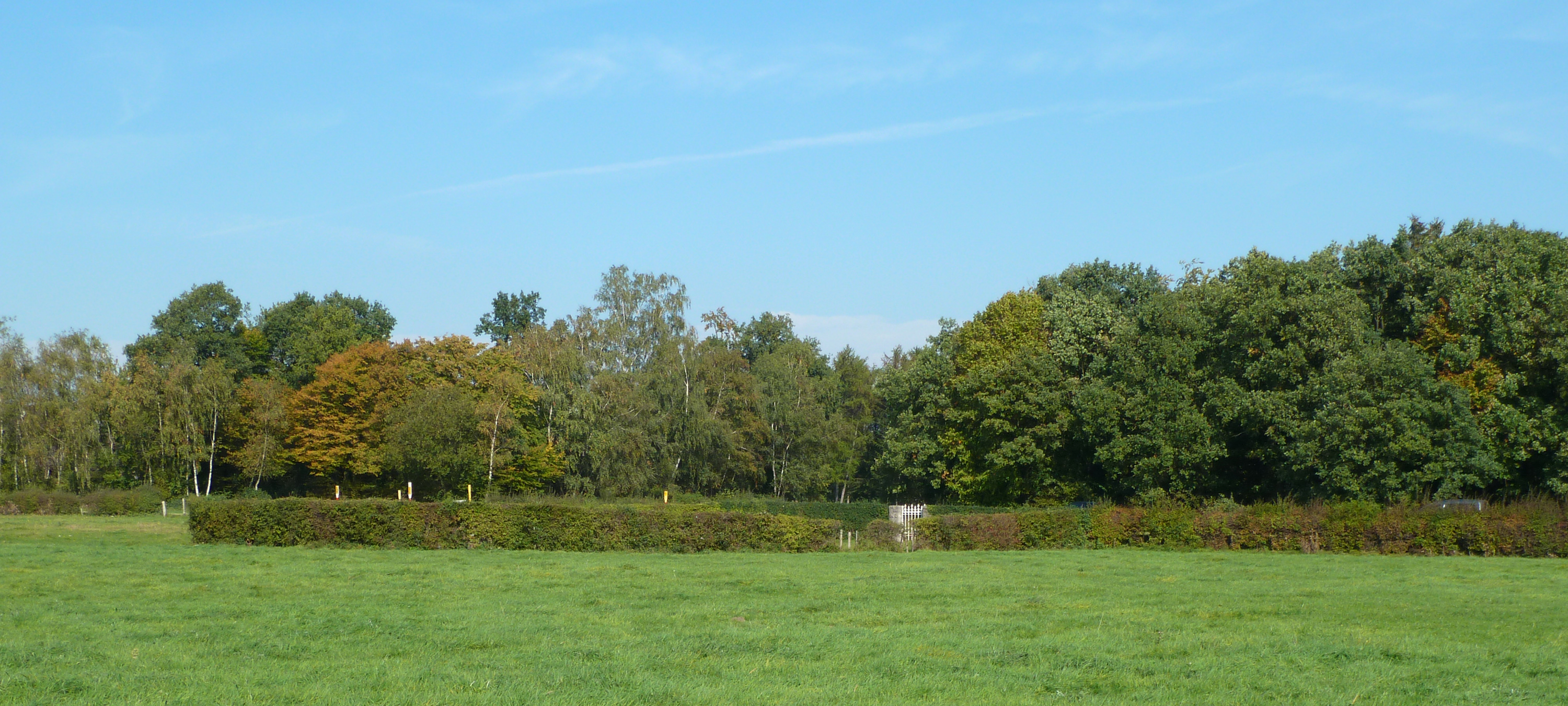
Vor der weiter südlich gelegenen Straße Deltourserb gesehen hebt sich der Friedhof kaum vom Hintergrund ab.

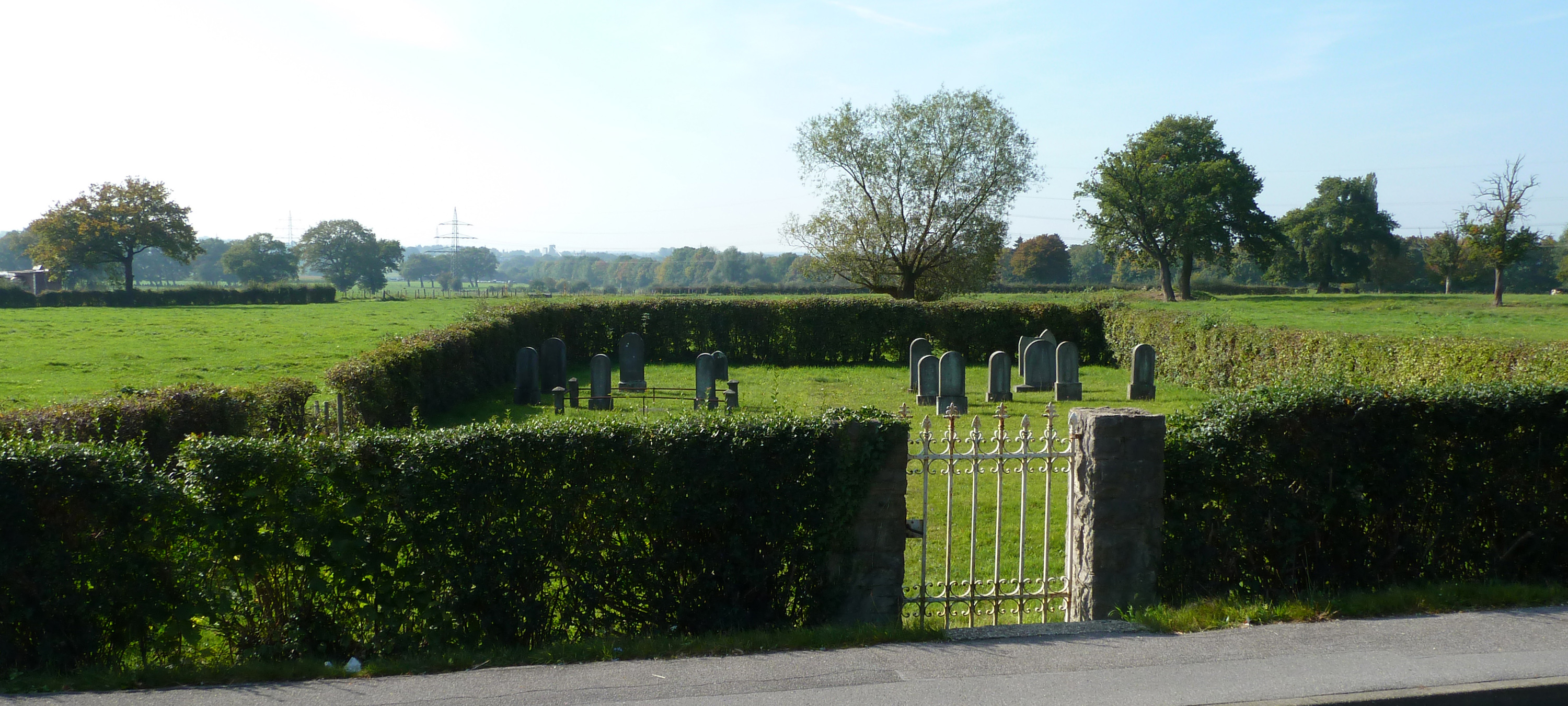
Der Eingang liegt direkt an der Von-Coels-Straße, Aachen, Richtung Stolberg.

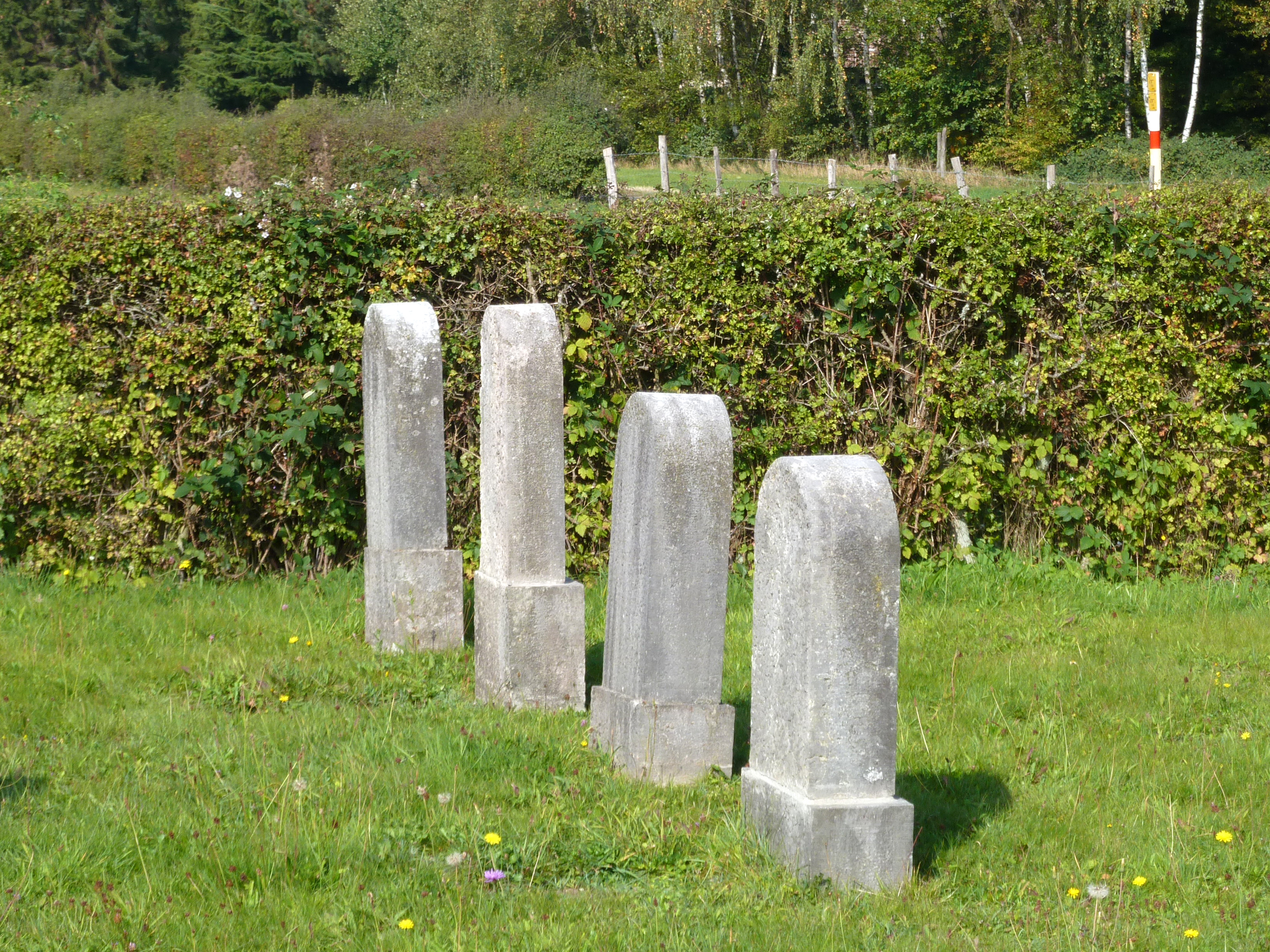
Grabsteine

Der Jüdische Friedhof Eilendorf liegt im Ortsteil Eilendorf der Stadt Aachen in der Städteregion Aachen (Nordrhein-Westfalen).
Der jüdische Friedhof wurde von vor 1860 bis 1935 belegt. Es sind noch 15 Grabsteine (Mazewot), eine Grabeinfassung und eine Gedenkplatte vorhanden. Der Friedhof Am Bayerhaus gehörte früher zur Stadt Stolberg. Er liegt am Rand der Stadtgrenze. Betreut wird er von der Stadt Aachen, die auch Eigentümerin des Friedhofsgrundstückes ist.
Auf den 15 Grabsteinen und einer Grabfassung sind die Namen der dort bestatteten Personen erhalten geblieben.
Auf der linken Seite sind sieben Personen beerdigt worden und zwar:
- Jackob Gottschalk, gest. 1935
- Helene Katz geb. Salmang, * 27. Juni 1854; gest. 9. März 1920
- Meyer Katz, * 19. August 1850; gest. 25. November 1923
- Frau Andreas Wallach geb. Menken * 18. Januar 1857; gest. 5. Mai 1924
- Moses Salmang, gest. 18. November 1898
- Salomon Salmang, * 19. Oktober 1819; gest. 24. Februar 1900
- Frau Menken, gest. 22. November 1875

Außerdem befindet sich auf der linken Seite eine Gedenkplatte mit der Inschrift: „Zum Andenken an Henriette Weisbecker geb. Katz geb. in Eilendorf 29.12.1893 deportiert nach Theresienstadt 25.7.1942“.
Auf der rechten Seite sind neun Personen beerdigt worden und zwar:
- Karoline Herz geb. Menken, * 18. Dezember 1859; gest. 14. Februar 1925
- Andreas Wallach, 27. Juni 1851; gest. 26. Februar 1905
- Jetta Menken geb. Weil, * 8. Juli 1832; gest. 16. Mai 1906
- Sibilla Salmang geb.Marx, * 14. November 1831; gest. 16. Mai 1906
- Emma Herz, * 25. Dezember 1895; gest. 20. Dezember 1918
- Salomon Salmang, gest. 8. Dezember 1886 mit 60 Jahren
- Isack Menken, gest. 18. April 1891 mit 66 Jahren
- Sophie Salmang geb. Marx; gest. 1865 mit 78 Jahren
- Aron Salmang, gest. 1860 mit 91 Jahren

Die Grabsteine und die Fassungen sind aus einheimischem Blaustein gefertigt. Der Friedhof ist ungefähr 30 × 15 Meter groß und ist heute mit Gras bewachsen sowie von einer Hecke umgeben.